# Žemaitija nationalpark
Žemaitija nationalpark (litauiska: Žemaitijos nacionalinis parkas), bildad 1991, är en av Litauens fem nationalparker.

## Geografi
Žemaitija nationalpark ligger i Telšiai län i landets nordvästra del, ca 45 km från Östersjön. Den täcker en yta på 21 754 ha, varav knappt 45% – 10 515 ha – är skog.
Det kuperade landskapet i Žemaitija nationalpark har formats av inlandsisen som drog sig tillbaka för cirka 10–12 tusen år sedan; bakom sig har den lämnat kamekullar, moränbildningar och åtskilliga insjöar. De 26 insjöar som finns inom området har en sammanlagd areal på 1 484,2 ha; de tre största är Plateliai, Ilgis och Beržoras. 23 av insjöarna är mindre än 5 ha. Större floder som delvis rinner genom parken är Babrungas, som rinner ut från Plateliaisjön, och Uošna; därtill finns 32 bäckar, 17 av vilka har hela sitt lopp inom parken.

## Växtliv
Man har noterat 1253 växtarter, varav 70 är rödlistade i Litauen och ett antal åtnjuter skydd på europeisk nivå. Till den sistnämnda gruppen hör dvärglåsbräken, gulyxne och käppkrokmossa. Även svampfloran är rik, med över 500 svamp- och 260 lavarter.
Skogen i Žemaitija nationalpark utgörs av 47% gran, 26% tall, 13% björk, 4,4% al och 4,4% ek.